# 斑纹鹿蹄草
斑纹鹿蹄草（学名：Pyrola albo-reticulata），又名白永鹿蹄草，为鹿蹄草科鹿蹄草属下的一个种。

## 扩展阅读
- 維基物種上的相關：斑纹鹿蹄草